# Юность (ледовая арена, Курган)
Ледо́вая аре́на «Ю́ность» — ледовый дворец в городе Курган, предназначенный для проведения спортивных и культурно-массовых мероприятий.
Арена расположена в «Молодёжном сквере» — в этом сквере находятся некоторые спортивные объекты города такие как: СК «Молодёжный», бассейн «Олимп».
Директор Ледовой арены «Юность» Сергей Антропов.

## История
25 декабря 2010 года Правительство Курганской области сделало своим горожанам подарок на Новый год в виде ледовой арены «Юность». За 10 месяцев строители построили Ледовый дворец. Это уже стало доброй традицией, делать такие подарки курганцам на Новый год. Годом ранее был открыт спортивный комплекс «Молодёжный», а 11 мая 2012 года будет открыт современный плавательный бассейн «Олимп». Губернатор Курганской области Олег Богомолов поздравил всех курганцев с открытием новой ледовой арены в Кургане, а Ирина Роднина в письме поздравила курганцев с таким событием, и пожелала курганским спортсменам спортивных рекордов.